# Kyūshū-Shinkansen
| Zug Baureihe N700 auf der Kagoshima-Route der Kyūshū-Shinkansen |                      |                                        |                                        |
| Streckenverlauf Rote durchgezogene Linie: Kyūshū-Shinkansen in Betrieb Rote gestrichelte Linie: Kyūshū-Shinkansen im Bau |                      |                                        |                                        |
| Spurweite: | 1435 mm (Normalspur) |                                        |                                        |
| |                      |                                        |                                        |
| Kagoshima-Route |                      |                                        |                                        |
| Streckenlänge: | 256,8 km             |                                        |                                        |
| Spurweite: | 1435 mm (Normalspur) |                                        |                                        |
| Stromsystem: | 25 kV 60 Hz ~        |                                        |                                        |
| Minimaler Radius: | 4.000 m              |                                        |                                        |
| Streckengeschwindigkeit: | 260 km/h             |                                        |                                        |
| |                      |                                        |                                        |
| \| \| \| ↓↑JR Kyūshū: Kagoshima-Hauptlinie \| \| \| \| \| ↑JR West: San’yō-Shinkansen \| \| \| \| 0,0 \| Hakata (博多駅) \| Hakata (博多駅) \| \| \| \| ↓JR Kyūshū: Kyūshū-Shinkansen \| \| \| \| \| →JR West: Hakata-Minami-Linie \| \| \| \| \| Hakata-Minami (博多南駅) \| \| \| \| \| Shinkansen Gesamtbetriebswerk Hakata \| \| \| \| \| Chikushi-Tunnel (11.865 m) \| \| \| \| \| →JR Kyūshū: Chikuhō-Hauptlinie \| \| \| \| \| Haruda (原田駅) \| \| \| \| \| Tosu (鳥栖駅) \| \| \| \| \| ←JR Kyūshū: Nagasaki-Hauptlinie \| \| \| \| 26,3 \| Shin-Tosu (新鳥栖駅) \| Shin-Tosu (新鳥栖駅) \| \| \| \| Chikugo (Fluss) \| \| \| \| 32,0 \| Kurume (久留米駅) \| Kurume (久留米駅) \| \| \| \| →JR Kyūshū: Kyūdai-Hauptlinie \| \| \| \| 47,9 \| Chikugo-Funagoya (筑後船小屋駅) \| Chikugo-Funagoya (筑後船小屋駅) \| \| \| 59,8 \| Shin-Ōmuta (新大牟田駅) \| Shin-Ōmuta (新大牟田駅) \| \| \| \| Miike-Tunnel (5.415m) \| \| \| \| \| Tamana-Tunnel (6.757m) \| \| \| \| 76,3 \| Shin-Tamana (新玉名駅) \| Shin-Tamana (新玉名駅) \| \| \| \| \| \| \| \| 98,2 \| Kumamoto (熊本駅) \| Kumamoto (熊本駅) \| \| \| \| →JR Kyūshū: Hōhi-Hauptlinie \| \| \| \| \| Shinkansen Gesamtbetriebswerk Kumamoto \| \| \| \| \| Uto (宇土駅) \| \| \| \| \| ←JR Kyūshū: Misumi-Linie \| \| \| \| \| Anschlusslinie für Tsubame-Relay \| \| \| \| 130,0 \| Shin-Yatsushiro (新八代駅) \| Shin-Yatsushiro (新八代駅) \| \| \| \| ↑JR Kyūshū:Kagoshima-Hauptlinie \| \| \| \| \| Yatsushiro (八代駅) \| \| \| \| \| →JR Kyūshū: Hisatsu-Linie \| \| \| \| \| ↓Hisatsu-Orange-Eisenbahn \| \| \| \| \| Zweite-Imaizumi-Tunnel (4.680m) \| \| \| \| \| Tagami-Tunnel (6.991m) \| \| \| \| \| Yoshio-Tunnel (6.040m) \| \| \| \| \| \| \| \| \| \| Shin-Tsunagi-Tunnel (5.160m) \| \| \| \| \| \| \| \| \| \| \| \| \| \| 172,8 \| Shin-Minamata (新水俣駅) \| Shin-Minamata (新水俣駅) \| \| \| \| \| \| \| \| 188,8 \| Izumi (出水駅) \| Izumi (出水駅) \| \| \| \| Dritte-Shibisan-Tunnel (9.987m) \| \| \| \| \| ↑Hisatsu-Orange-Eisenbahn \| \| \| \| \| Fluss Sendai \| \| \| \| 221,6 \| Sendai (川内駅) \| Sendai (川内駅) \| \| \| \| ↓JR Kyūshū: Kagoshima-Hauptlinie \| \| \| \| \| Sendai Shinkansen Betriebswerk \| \| \| \| \| Shiozuru-Tunnel (4.175 m) \| \| \| \| 256,8 \| Kagoshima-Chūō (鹿児島中央駅) \| Kagoshima-Chūō (鹿児島中央駅) \| \| \| \| ←JR Kyūshū: Ibusuki-Makurazaki-Linie \| \| \| \| \| ↓JR Kyūshū: Kagoshima-Hauptlinie \| \| |                      |                                        |                                        |
| Strecke |                      | ↓↑JR Kyūshū: Kagoshima-Hauptlinie      | ↓↑JR Kyūshū: Kagoshima-Hauptlinie      |
| Strecke · Strecke |                      | ↑JR West: San’yō-Shinkansen            | ↑JR West: San’yō-Shinkansen            |
| Bahnhof · Bahnhof | 0,0                  | Hakata (博多駅)                        | Hakata (博多駅)                        |
| Strecke nach links · Kreuzung · Strecke quer · Strecke von rechts |                      | ↓JR Kyūshū: Kyūshū-Shinkansen          | ↓JR Kyūshū: Kyūshū-Shinkansen          |
| Abzweig geradeaus und nach links · Strecke von rechts · Strecke |                      | →JR West: Hakata-Minami-Linie          | →JR West: Hakata-Minami-Linie          |
| Strecke · Haltepunkt / Haltestelle · Strecke |                      | Hakata-Minami (博多南駅)               | Hakata-Minami (博多南駅)               |
| Strecke · Betriebsstelle Streckenende · Strecke |                      | Shinkansen Gesamtbetriebswerk Hakata   | Shinkansen Gesamtbetriebswerk Hakata   |
| Tunnelanfang · Strecke von links · Strecke nach rechts |                      | Chikushi-Tunnel (11.865 m)             | Chikushi-Tunnel (11.865 m)             |
| Strecke (im Tunnel) · Abzweig geradeaus und von links |                      | →JR Kyūshū: Chikuhō-Hauptlinie         | →JR Kyūshū: Chikuhō-Hauptlinie         |
| Tunnelende · Haltepunkt / Haltestelle |                      | Haruda (原田駅)                        | Haruda (原田駅)                        |
| Strecke · Haltepunkt / Haltestelle |                      | Tosu (鳥栖駅)                          | Tosu (鳥栖駅)                          |
| Strecke · Strecke |                      | ←JR Kyūshū: Nagasaki-Hauptlinie        | ←JR Kyūshū: Nagasaki-Hauptlinie        |
| Strecke quer · Turmbahnhof geradeaus oben · Abzweig geradeaus und nach rechts | 26,3                 | Shin-Tosu (新鳥栖駅)                   | Shin-Tosu (新鳥栖駅)                   |
| |                      | Chikugo (Fluss)                        |                                        |
| Bahnhof · Bahnhof | 32,0                 | Kurume (久留米駅)                      | Kurume (久留米駅)                      |
| Strecke von links · Kreuzung · Abzweig nach links und nach rechts |                      | →JR Kyūshū: Kyūdai-Hauptlinie          | →JR Kyūshū: Kyūdai-Hauptlinie          |
| Bahnhof · Bahnhof | 47,9                 | Chikugo-Funagoya (筑後船小屋駅)        | Chikugo-Funagoya (筑後船小屋駅)        |
| Strecke · Bahnhof | 59,8                 | Shin-Ōmuta (新大牟田駅)                | Shin-Ōmuta (新大牟田駅)                |
| Strecke · Tunnel |                      | Miike-Tunnel (5.415m)                  | Miike-Tunnel (5.415m)                  |
| Strecke · Tunnel |                      | Tamana-Tunnel (6.757m)                 | Tamana-Tunnel (6.757m)                 |
| Strecke · Bahnhof | 76,3                 | Shin-Tamana (新玉名駅)                 | Shin-Tamana (新玉名駅)                 |
| Strecke nach links · Kreuzung · Strecke von rechts |                      |                                        |                                        |
| Bahnhof · Bahnhof | 98,2                 | Kumamoto (熊本駅)                      | Kumamoto (熊本駅)                      |
| Strecke von links · Kreuzung · Abzweig nach links und nach rechts |                      | →JR Kyūshū: Hōhi-Hauptlinie            | →JR Kyūshū: Hōhi-Hauptlinie            |
| Strecke · Abzweig geradeaus und nach links · Betriebs-/Güterbahnhof Streckenende und quer |                      | Shinkansen Gesamtbetriebswerk Kumamoto | Shinkansen Gesamtbetriebswerk Kumamoto |
| Haltepunkt / Haltestelle · Strecke |                      | Uto (宇土駅)                           | Uto (宇土駅)                           |
| Abzweig nach links und nach rechts · Kreuzung · Strecke von rechts |                      | ←JR Kyūshū: Misumi-Linie               | ←JR Kyūshū: Misumi-Linie               |
| Abzweig geradeaus und ehemals von links · Abzweig geradeaus und ehemals nach rechts |                      | Anschlusslinie für Tsubame-Relay       | Anschlusslinie für Tsubame-Relay       |
| Strecke von links · Turmbahnhof geradeaus oben · Strecke nach rechts | 130,0                | Shin-Yatsushiro (新八代駅)             | Shin-Yatsushiro (新八代駅)             |
| Strecke · Strecke |                      | ↑JR Kyūshū:Kagoshima-Hauptlinie        | ↑JR Kyūshū:Kagoshima-Hauptlinie        |
| Haltepunkt / Haltestelle · Strecke |                      | Yatsushiro (八代駅)                    | Yatsushiro (八代駅)                    |
| Abzweig geradeaus und nach links · Kreuzung · Strecke quer |                      | →JR Kyūshū: Hisatsu-Linie              | →JR Kyūshū: Hisatsu-Linie              |
| Strecke · Strecke |                      | ↓Hisatsu-Orange-Eisenbahn              | ↓Hisatsu-Orange-Eisenbahn              |
| Strecke · Tunnel |                      | Zweite-Imaizumi-Tunnel (4.680m)        | Zweite-Imaizumi-Tunnel (4.680m)        |
| Strecke · Tunnel |                      | Tagami-Tunnel (6.991m)                 | Tagami-Tunnel (6.991m)                 |
| Strecke · Tunnel |                      | Yoshio-Tunnel (6.040m)                 | Yoshio-Tunnel (6.040m)                 |
| Strecke nach links · Kreuzung · Strecke von rechts |                      |                                        |                                        |
| Tunnel · Strecke |                      | Shin-Tsunagi-Tunnel (5.160m)           | Shin-Tsunagi-Tunnel (5.160m)           |
| Strecke von links · Kreuzung · Strecke nach rechts |                      |                                        |                                        |
| Strecke nach links · Kreuzung · Strecke von rechts |                      |                                        |                                        |
| Bahnhof · Bahnhof | 172,8                | Shin-Minamata (新水俣駅)               | Shin-Minamata (新水俣駅)               |
| Strecke von links · Kreuzung · Strecke nach rechts |                      |                                        |                                        |
| Bahnhof · Bahnhof | 188,8                | Izumi (出水駅)                         | Izumi (出水駅)                         |
| Strecke · Tunnel |                      | Dritte-Shibisan-Tunnel (9.987m)        | Dritte-Shibisan-Tunnel (9.987m)        |
| Strecke · Strecke |                      | ↑Hisatsu-Orange-Eisenbahn              | ↑Hisatsu-Orange-Eisenbahn              |
| |                      | Fluss Sendai                           |                                        |
| Bahnhof · Bahnhof | 221,6                | Sendai (川内駅)                        | Sendai (川内駅)                        |
| Strecke von links · Strecke nach rechts · Strecke |                      | ↓JR Kyūshū: Kagoshima-Hauptlinie       | ↓JR Kyūshū: Kagoshima-Hauptlinie       |
| Strecke · Betriebs-/Güterbahnhof Streckenanfang und quer · Abzweig geradeaus und nach rechts |                      | Sendai Shinkansen Betriebswerk         | Sendai Shinkansen Betriebswerk         |
| Strecke nach links · Strecke von rechts · Tunnel |                      | Shiozuru-Tunnel (4.175 m)              | Shiozuru-Tunnel (4.175 m)              |
| Bahnhof · Kopfbahnhof Streckenende | 256,8                | Kagoshima-Chūō (鹿児島中央駅)          | Kagoshima-Chūō (鹿児島中央駅)          |
| Strecke quer · Abzweig geradeaus und nach rechts |                      | ←JR Kyūshū: Ibusuki-Makurazaki-Linie   | ←JR Kyūshū: Ibusuki-Makurazaki-Linie   |
| Strecke |                      | ↓JR Kyūshū: Kagoshima-Hauptlinie       | ↓JR Kyūshū: Kagoshima-Hauptlinie       |

Die Kyūshū-Shinkansen (jap. 九州新幹線) ist eine 256,8 km lange Schnellfahrstrecke des japanischen Shinkansen zwischen Fukuoka und Kagoshima auf der Insel Kyūshū, parallel zur existierenden Kagoshima-Hauptlinie. Der südliche Teil mit einer Länge von 127 km ist seit 2004, der nördliche Teil mit einer Länge von 130 km ist seit dem 12. März 2011 in Betrieb. Betreiber ist die Kyushu Railway Company (JR Kyūshū).

## Geschichte
Der Bau der Kyūshū-Shinkansen wurde 1973 im Gesetz für den Ausbau der Shinkansen-Eisenbahn im ganzen Land (全国新幹線鉄道整備法, Zenkoku Shinkansen Tetsudō Seibihō, engl. Nationwide Shinkansen Railway Development Act) beschlossen. Aufgrund der dramatischen Verschuldungslage der japanischen Staatsbahn wurde der Baubeginn allerdings immer wieder aufgeschoben. Als erste Maßnahme zur Umsetzung des Projekts wurde 1991 eine Neubaustrecke zwischen Nishi-Kagoshima (heute Kagoshima-Chūō) und Yatsushiro nach Shinkansen-Streckennorm gebaut (新幹線鉄道規格新線, Shinkansen Tetsudō Kikaku Shinsen), die zwar zunächst noch kapspurig war und von Limited Express-Zügen bedient wurde, aber konstruktiv eine Umrüstung auf Voll-Shinkansen-Standard bereits berücksichtigte.
Im Frühjahr 1998 beschloss die japanische Regierung den Bau der Kyūshū-Shinkansen. Am 13. März 2004 wurde zunächst der auf Shinkansen-Norm umgerüstete, nun normalspurige Abschnitt zwischen Kagoshima-Chūō und Shin-Yatsushiro eröffnet. Dank dieses ersten Teilstücks konnte die Fahrzeit zwischen Kagoshima und Yatsushiro von 130 Minuten auf rund 35 Minuten verkürzen; die Fahrzeit zwischen Kagoshima und Hakata konnte von vier auf zwei Stunden verkürzt werden.
Am 22. März 2010 wurde der Bau des Teilstücks zwischen Yatsushiro und Hakata vollendet. Die Betriebsaufnahme auf der vervollständigten Kagoshima-Route der Kyūshū-Shinkansen erfolgte am 12. März 2011, was die Fahrzeit zwischen Kagoshima und Hakata auf rund eine Stunde 20 Minuten verkürzte. Seither besteht eine durchgehende Shinkansen-Gleisverbindung zwischen Tokio und Kagoshima von rund 1300 km Länge.
Der Streckenabzweig nach Nagasaki wurde im September 2022 als Nishi-Kyūshū-Shinkansen teilweise in Betrieb genommen.

## Betrieb
Seit dem 12. März 2011 werden 137 Züge mit drei Zugbezeichnungen und zwei Shinkansen-Fahrzeugen auf dem Kyūshū-Shinkansen in Betrieb. Grundsätzlich fahren vier Züge pro Stunde im Abschnitt Hakata und Kumamoto sowie zwei Züge bis Kagoshima-Chūō. Im Stundentakt durchfährt ein Zug weiter nach San’yō-Shinkansen bis Shin-Ōsaka. Der Kyūshū-Shinkansen hat drei Zugbezeichnungen; Mizuho, Sakura und Tsubame, die nach den ehemaligen Express-Zügen auf den Tōkaidō-, San’yō- und Kagoshima-Hauptlinien genannt werden.

### Zugbezeichnungen
- Mizuho (みずほ, dt. „fruchtbare Reisähre“): die schnellsten Züge, die zwischen den Bahnhöfen Shin-Ōsaka auf dem San’yō-Shinkansen und Kagoshima-Chūō auf dem Kyūshū-Shinkansen mit der Reisezeit von 3 Stunden und 45 Minuten verbinden. Diese Züge halten nur an den Bahnhöfen Shin-Kōbe, Okayama, Hiroshima, Kokura, Hakata und Kumamoto. Die Fahrtzeit zwischen Hakata und Kumamoto beträgt nun 33 Minuten statt zuvor 78 Minuten sowie die Reisezeit zwischen Hakata und Kagoshima nun 79 Minuten zuvor 3 Stunden und 50 Minuten.[7] Täglich werden vier Zugpaare morgens und abends mit der Baureihe N700 (S-/R-Varianten) eingerichtet. Der Name von Mizuho wird nach dem ehemaligen Nachtzug, der in den Jahren von 1961 bis 1994 zwischen Tokio und Kumamoto bedient wurde, genannt.[8]
- Sakura (さくら, dt. „Kirschblüte“): die schnellen Züge, die zwischen den Bahnhöfen Shin-Ōsaka auf dem San’yō-Shinkansen und Kagoshima-Chūō auf dem Kyūshū-Shinkansen fahren und nicht an allen Bahnhöfen halten. Grundsätzlich fahren drei Sakura-Züge pro Stunde auf dem Kyūshū-Shinkansen; erster Zug zwischen Shin-Ōsaka und Kagoshima-Chūō (elf Zugpaare), zweiter Zug zwischen Hakata und Kagoshima-Chūō (vierzehn Zugpaare) sowie dritter Zug zwischen Hakata und Kumamoto (sieben Zugpaare). Weiterhin pendeln zwei Züge pro Tag bis dem Bahnhof Shin-Shimonoseki auf dem San’yō-Shinkansen. Die Züge halten an die Bahnhöfen Shin-Kōbe, Okayama, Fukuyama, Hiroshima, Kokura, Hakata, Kumamoto und Sendai sowie noch mindestens zwei Bahnhöfen. Die Reisezeit zwischen Shin-Ōsaka und Kagoshima-Chūō dauert mindestens 4 Stunden und 10 Minuten.[7] Jeder Zug, der am Bahnhof Hakata endet oder abfährt, bietet einen Anschluss von und nach San’yō-Shinkansen mit Nozomi- oder Hikari Rail Star-Züge. Die Passagiere können auf dem gleichen Bahnsteig am Bahnhof Hakata umsteigen. Die Züge, die weiter nach San’yō-Shinkansen bis dem Bahnhof Shin-Ōsaka fahren, werden nur mit der Baureihe N700 (S-/R-Varianten) betrieben. Sonstige Züge werden mit den Baureihen N700 und 800 in Betrieb genommen. In den Jahren von 1929 bis 2005 wurde ein Express-Zug zwischen Tokio und Shimonoseki später ein Nachtzug zwischen Tokio und Nagasaki sowie Sasebo als Sakura genannt.[9]
- Tsubame (つばめ, dt. „Schwalbe“): Die Züge halten an allen Bahnhöfen auf dem Kyūshū-Shinkansen und kein Zug fährt weiter auf der San’yō-Shinkansen. Tagsüber fahren die Züge im Stundentakt nur zwischen den Bahnhöfen Hakata und Kumamoto.[7] Morgens und abends fahren zwei Züge pro Stunde weiter bis Kagoshima-Chūō. Sie werden mit den Baureihen 800 und N700 (S-/R-Varianten) betrieben. Der Zug wurde nach dem ehemaligen Express-Zug benannt, der in den Jahren von 1930 bis 1975 zwischen Tokio und Kōbe (später bis Hakata) sowie von 1992 bis 2004 zwischen Hakata und Kagoshima fuhr.[10] In den Jahren von März 2004 bis März 2011 wurden alle Züge auf dem Kyūshū-Shinkansen Tsubame genannt und pendelten zwischen Shin-Yatsushiro und Kagoshima-Chūō. Während der Bauphase transportierte die schmalspurige Express-Zug Relay Tsubame die Passagiere von Hakata nach Shin-Yatsushiro, mit Anschluss an den Shinkansen.

### Fahrzeugeinsatz

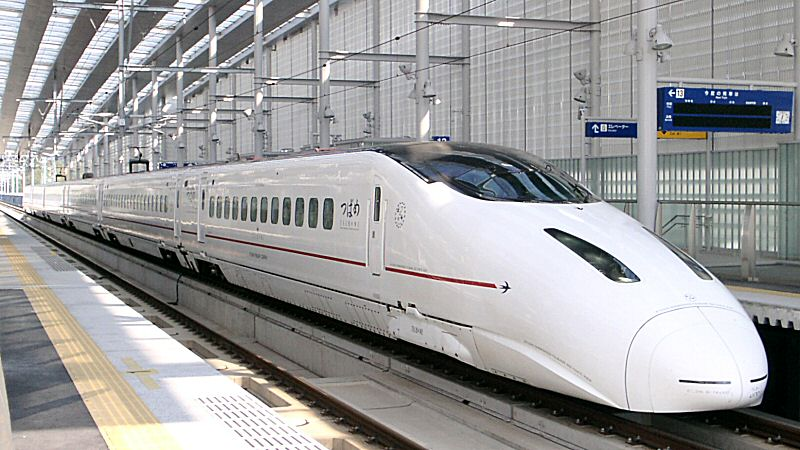
Baureihe 800 am Bahnhof Shin-Minamata

Auf der Kyūshū-Shinkansen werden Fahrzeuge der Shinkansen-Baureihe 800 und der Baureihe N700-7000 eingesetzt. Die Sechswagenzüge der Baureihe 800 werden bei einer Höchstgeschwindigkeit von 260 km/h überwiegend als Tsubame-Verbindungen eingesetzt. Die Achtwagenzüge der Baureihe N700-7000 werden seit März 2011 zwischen Shin-Ōsaka und Kagoshima-Chūō als Mizuho- und Sakura-Verbindungen eingesetzt.

## Bahnhöfe
| Bahnhof          | Japanisch  | Entfernung | Bedienung | Bedienung | Bedienung | Umsteigemöglichkeiten | Ort             | Ort       |
| Bahnhof          | Japanisch  | Entfernung | Mizuho    | Sakura    | Tsubame   | Umsteigemöglichkeiten | Ort             | Ort       |
| ---------------- | ---------- | ---------- | --------- | --------- | --------- | --- | --------------- | --------- |
| Hakata           | 博多       | 0 km       | ●         | ●         | ●         | U-Bahn Fukuoka: Kūkō Linie JR Kyūshū: Fukuhoku-Yutaka-Linie, Hakata-Minami-Linie, Kagoshima-Hauptlinie, JR West: San’yō-Shinkansen                                 | Hakata, Fukuoka | Fukuoka   |
| Shin-Tosu        | 新鳥栖     | 26,3 km    | ｜        | ●         | ●         | JR Kyūshū: Nagasaki-Hauptlinie | Tosu            | Saga      |
| Kurume           | 久留米     | 32,0 km    | △         | ●         | ●         | JR Kyūshū: Kagoshima-Hauptlinie, Kyūdai-Hauptlinie | Kurume          | Fukuoka   |
| Chikugo-Funagoya | 筑後船小屋 | 47,9 km    | ｜        | △         | ●         | JR Kyūshū: Kagoshima-Hauptlinie | Chikugo         | Fukuoka   |
| Shin-Ōmuta       | 新大牟田   | 59,7 km    | ｜        | △         | ●         | | Ōmuta           | Fukuoka   |
| Shin-Tamana      | 新玉名     | 76,3 km    | ｜        | △         | ●         | | Tamana          | Kumamoto  |
| Kumamoto         | 熊本       | 98,2 km    | ●         | ●         | ●         | JR Kyūshū: Hōhi-Hauptlinie, Kagoshima-Hauptlinie Verkehrsamt der Stadt Kumamoto: ■ Route 2; Hauptlinie und Tasaki-Linie (Kumamoto-Ekimae)                          | Kumamoto        | Kumamoto  |
| Shin-Yatsushiro  | 新八代     | 130,0 km   | ｜        | ●         | ●         | JR Kyūshū: Kagoshima-Hauptlinie | Yatsushiro      | Kumamoto  |
| Shin-Minamata    | 新水俣     | 172,8 km   | ｜        | ●         | ●         | Hisatsu Orange Tetsudō | Minamata        | Kumamoto  |
| Izumi            | 出水       | 188,8 km   | ｜        | ●         | ●         | Hisatsu Orange Tetsudō | Izumi           | Kagoshima |
| Sendai           | 川内       | 221,6 km   | △         | ●         | ●         | Hisatsu Orange Railway JR Kyūshū: Kagoshima-Hauptlinie | Satsuma-sendai  | Kagoshima |
| Kagoshima-Chūō   | 鹿児島中央 | 256,8 km   | ●         | ●         | ●         | JR Kyūshū: Ibusuki Makurazaki-Linie, Kagoshima-Hauptlinie Verkehrsamt der Stadt Kagoshima: ■ Route 2; Toso-Linie und Zweite-Bauphase-Linie (Kagoshima-Chūō-Ekimae) | Kagoshima       | Kagoshima |

Legende:
● Alle Züge halten;
△ Einzelne Züge halten;
｜ kein Halt